# Pépé Grégoire
Pierre Paul "Pépé" Grégoire (Teteringen, 3 november 1950) is een Nederlandse beeldhouwer.

## Leven en werk
Grégoire werd geboren in een kunstenaarsfamilie; zijn vader Paul was beeldhouwer en zijn grootvader Jan was schilder en zijn oudere zus Hélène kunstschilderes. Hij studeerde aan de Rijksakademie van beeldende kunsten in Amsterdam (1968-1974), waar hij les had van onder anderen zijn vader Paul, Piet Esser en Theresia van der Pant.
Grégoire won voor zijn werk in 1974 de Buys van Hultenprijs en in 1985 de Jan Hamdorffprijs. Hij maakt grote werken voor de openbare ruimte (2 tot 8 meter hoog). Daarnaast maakte hij in opdracht een aantal bronsportretten, onder andere van koningin Beatrix (1982) en August Willemsen (1995). Ook ontwierp hij de VSCD-prijs de Colombina, een prijs in de vorm van een bronzen beeldje van de Vereniging van Schouwburg- en Concertgebouwdirecties (VSCD) voor de beste vrouwelijke bijrol van het Nederlands theaterseizoen.

## Prijzen
In 2020 werd de Singerprijs aan hem toegekend.

## Werken in de openbare ruimte (selectie)
- Windkracht 8 (1980), Havenstraat, Hilversum
- Just married (1982), Blerick
- Monument tegen apartheid en racisme, Krugerplein, Amsterdam
- Three Hands (1991), Amerikaplein/Schinkepoort, bij het gemeentehuis in Margraten
- Hard- en software (1993), Schijndel
- Schietgebed (1994), Leusden
- Zusters onder de bogen (1994), Zwolle
- Tirade (1995), Hilversum
- Demasqué (1999), Jaarbeursplein, bij het Beatrix Theater in Utrecht
- Fanfare (2000), Giethoorn
- Mercurius (2007), Spijkenisse
- Beeld van twee vrouwen onder een paraplu ("Schuilen voor de regen"), Zuiderhagen/Pijpenstraat (bij bibliotheek), Enschede